# Kasteel Ten Berghe

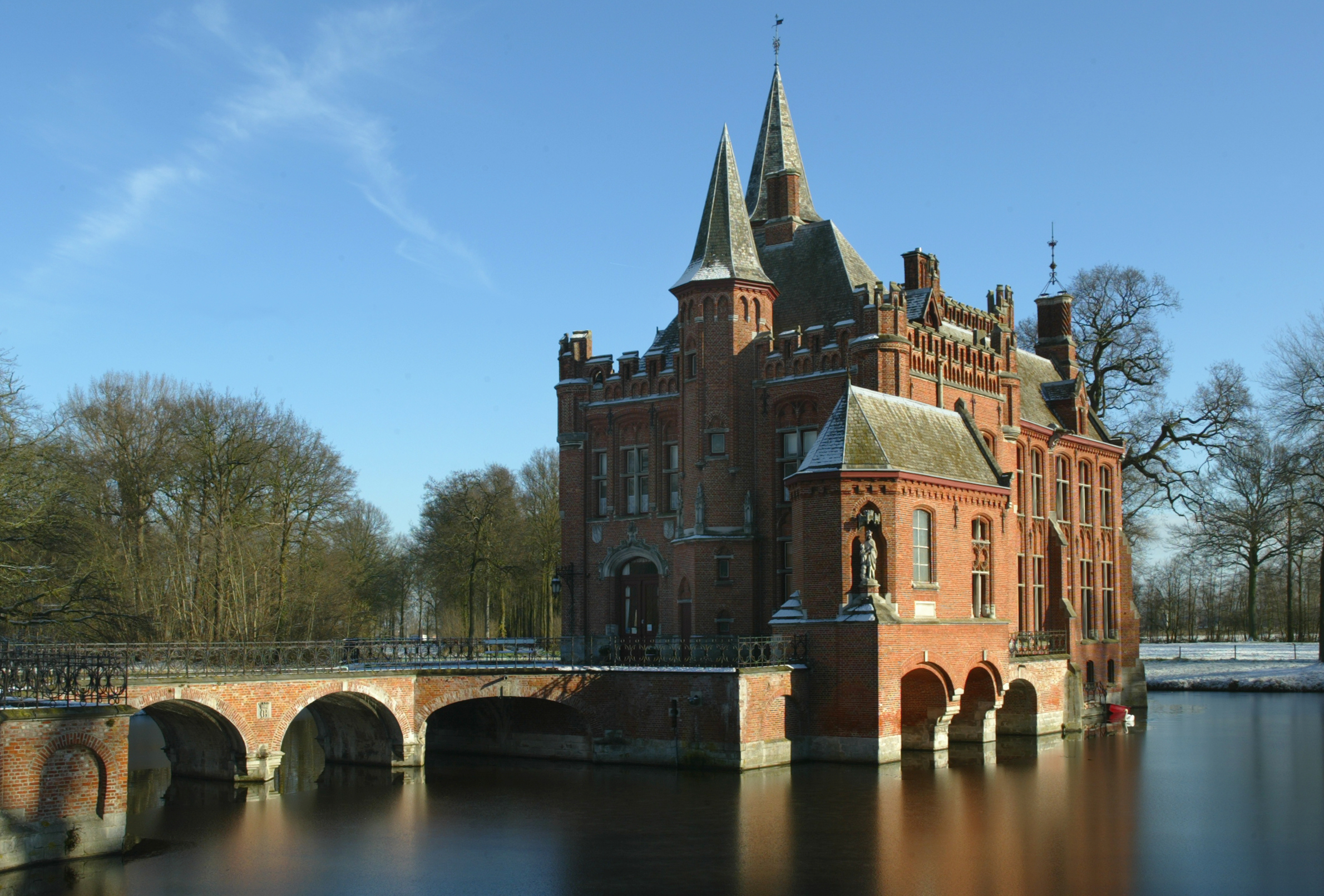
Kasteel Ten Berge in Koolkerke

Het Kasteel Ten Berghe is een kasteel in de tot de West-Vlaamse stad Brugge behorende deelgemeente Koolkerke.

## Geschiedenis
Het kasteel werd voor het eerst vermeld in 1267 en was zetel van een heerlijkheid. De eigenaren waren achtereenvolgens de families Walhier (tot 1390), Van Rooden (tot 1482), Despaers (tot 1610), de Croeser de Berges (tot begin 19e eeuw) en van Caloen (tot heden).
In 1490 werd het kasteel platgebrand door de troepen van Engelbrecht II van Nassau, tijdens de Vlaamse Opstand tegen Maximiliaan.
In 1877 werd het kasteel geheel verbouwd en vergroot in neogotische stijl. Architect was Joseph Schadde. Bij deze actie werd onder meer het neerhof geheel afgebroken en herbouwd in genoemde stijl.
In 2003-2004 werd het kasteel ingericht als bed & breakfast.
Het kasteel is gelegen in een privaat domein dat in Engelse landschapsstijl is uitgevoerd. In dit domein zijn onder meer een ijskelder en een kleine gloriëtte. Het is beschikbaar voor evenementen.